# Самохирургия
Самохирургия — акт исполнения хирургической процедуры на себе. Самохирургия может быть совершена из-за отсутствия доступа к медицинской помощи, невозможности провести операцию законным способом, а также из научного интереса или под влиянием психического расстройства.

## Генитальная
Эти операции, как правило, не так опасны для жизни, как абдоминальные. Иногда люди прибегают к самостоятельной операции в виде кастрации в попытке контролировать свои сексуальные желания, или из-за гендерной дисфории.
Бостон Корбетт, солдат, который убил убийцу Авраама Линкольна, Джона Уилкса Бута, ранее сделал самохирургию. Он кастрировал себя ножницами, чтобы избежать соблазна при виде проституток. После операции он пообедал и отправился на молитву, и лишь по её окончании обратился за медицинской помощью. По словам Корбетта, он совершил оскопление, следуя указаниям из Библии.

## Абдоминальная
Абдоминальная (брюшная) самохирургия крайне редка. Несколько случаев нашли своё отражение в медицинской литературе.
- 15 февраля 1921 года доктор Эван О'Нил Кейн провёл самохирургию аппендицита в попытке доказать эффективность местной анестезии без наркоза для таких операций и лучше понять её с точки зрения пациента. Считается, что он был первым хирургом, который сделал это. Однако доктор Винер ранее выполнял аппэндектомию (на других) с местной анестезией. В 1932 году Кейн выполнил ещё более рискованную самооперацию по лечению паховой грыжи в возрасте 70 лет, но так и не встал с постели и умер от пневмонии три месяца спустя[2].
- 30 апреля 1961 года советский хирург Леонид Рогозов удалил себе воспалённый аппендикс на научно-исследовательской станции Новолазаревская в Антарктиде, так как он был единственным врачом из персонала. Операция длилась один час и 45 минут. Рогозов позже описал это событие в «Информационном бюллетене Советской Антарктической экспедиции».[3][4][5]
- В докладе Калина 1979 года сообщено о психически больном мужчине, который произвёл самокастрацию. Студент через некоторое время после самокастрации пытался снизить активность своих надпочечников с введением бычьего сывороточного альбумина, лютеинизирующего гормона — рилизинг-гормона и адъюванта Фрейнда. При этом произошёл абсцесс в месте инъекции, пациент прибег к самохирургии.
- В 2000 году мексиканка Инес Рамирес была вынуждена прибегнуть к самостоятельной операции — кесареву сечению — из-за отсутствия поблизости медицинской помощи. Она, по её словам, выпила один стакан (приблизительно 150 мл) спирта и, используя кухонный нож, спустя несколько попыток сделала разрез на животе длиной в 17 см, рассекла матку в продольном направлении и вытащила из неё мальчика. И мать, и ребёнок остались живы[6],но не без дальнейшей медицинской помощи.

## Трепанация
17 мая 2023 года Михаил Радуга, российский исследователь осознанных сновидений, провел самостоятельную операцию на собственном мозге, которая включала трепанацию черепа, имплантацию электродов и электрическую стимуляцию моторной коры. Цель состояла в том, чтобы затем стимулировать мозг во время БДГ-сна, сонного паралича и осознанных сновидений.

## Биопсия
Американский врач Джерри Нильсен в 1999 году сделала сама себе биопсию молочной железы, находясь на антарктической станции Амундсен-Скотт.

## Ампутация конечности
- В 1993 году американец Доналд Вайман ампутировал себе ножом ногу после того, как она оказалась зажата упавшим на неё деревом[12].
- В 2003 году у американского альпиниста Арона Ралстона во время штурма одного из склонов в штате Юта кисть правой руки оказалась зажатой под валуном, и для того, чтобы освободиться, он был вынужден самостоятельно ампутировать её ножом.[13][14]